# Schrei der Gehetzten
Schrei der Gehetzten (Originaltitel: Viva Villa!) ist eine US-amerikanische Filmbiografie aus dem Jahr 1934 mit Wallace Beery in der Hauptrolle. Der Film beschreibt das Leben des mexikanischen Revolutionsführers und Nationalhelden Pancho Villa, der über 20 Jahre vor Entstehung der MGM-Produktion gegen den amtierenden Präsidenten Porfirio Díaz kämpfte.

## Handlung
Mexiko in den 80er Jahren des 19. Jahrhunderts. Der Vater des jungen Pancho Villa stirbt, nachdem er vom Gutsbesitzer ausgepeitscht wurde. Pancho ersticht den Gutsherrn und flieht in die Berge von Chihuahua. Als Erwachsener wird er voller Ehrfurcht La Cucaracha (dt.: Küchenschabe) genannt. Er gilt als Banditenführer, der die Reichen ausraubt und den Armen hilft. Als eines Tages der US-Reporter Johnny Sykes zu ihm stößt, fordert er ihn auf, spannende und schmeichelhafte Reportagen über ihn und seine Bande zu schreiben.
Die Regierung des mexikanischen Präsidenten Porfirio Díaz wird immer ungerechter. Der adelige Revolutionär Don Felipe ruft Pancho Villa zu sich und macht ihn mit Francisco Madero bekannt. Maderos Patriotismus überzeugt Pancho und lässt ihn und seine Männer zu „Soldaten der Freiheit“ werden. Nachdem Pancho auch Don Felipes schöne Schwester Teresa kennengelernt hat, beginnt Pancho mit seinen Männern viele Kämpfe gegen Regierungssoldaten. Zwar ist er in den Kämpfen siegreich, doch Madero klagt über die Erschießung von verwundeten Feinden. Er unterstellt Pancho dem Befehl von General Pascal, der die Bezirkshauptstadt Santa Rosalía angreifen will. Sykes übermittelt versehentlich einen falschen Bericht an seine Zeitung, in dem die Übernahme der Stadt durch die Rebellen angezeigt wird. Pancho verspricht dem Reporter, dass seine Meldung wahr wird und greift an, Pascals Befehlen zum Trotz, der erst einige Wochen später angreifen will.
Panchos Einnahme von Santa Rosalia führt zum Rücktritt des Präsidenten. Der neue Präsident Madero schickt Pancho, ungeachtet seiner Verdienste, zurück in seine Heimat. Pancho kehrt mit seinen Leuten nach Chihuahua zurück. Als Panchos Gefährte Sierra einen Bankier ermordet, der kein Geld nach Schalterschluss ausgeben wollte, wird Pancho verhaftet. Pascal weiß, dass nicht Pancho der Mörder ist. Doch er bekommt ein Telegramm des Präsidenten, der eine Hinrichtung Panchos anordnet. Von dem Betrug seines Präsidenten entsetzt, flieht Pancho über die Grenze nach Texas und erreicht El Paso. In Mexiko wird Madero gleichzeitig Opfer eines Anschlages von Pascal. Sykes sucht Pancho in El Paso auf und drängt ihn, nach Mexiko zurückzukehren, um Pascal zu bekämpfen.
Pancho vereint seine Männer und beginnt den Kampf gegen Pascal. Doch seine Erfolge können die Abscheu über seine brutale Kampftaktik bei Don Felipe und Teresa nicht überdecken. Pancho will Teresa für sich gewinnen, doch die wendet sich von ihm ab. Dafür wird sie von Sierra erschossen. Pascal, der sich in einer Festung verschanzt hat, wird von Pancho nach langem Kampf besiegt. Pascal wird vor seiner Hinrichtung schwer gefoltert. Als neuer Regierungschef Mexikos ist Pancho allerdings von den wirtschaftlichen Problemen des Landes überfordert. Als eine Landreform, die der ermordete Madero geplant hatte, abgesegnet ist, kann Pancho jedoch beruhigt abtreten. Zurück in Chihuahua wird Pancho von Don Felipe erschossen.

## Hintergrund
Der Film, dessen Drehbuch auf einem Roman von Edgecumb Pinchon und O. B. Stade basiert, hatte in den USA am 10. April 1934 seine Premiere. In Deutschland wurde er zunächst verboten, wohl aus Angst, die Deutschen könnten durch den Film zum Sturz der NS-Regierung angeregt werden. Dennoch war er erstmals am 13. Oktober 1936 unter seinem Originaltitel Viva Villa! zu sehen. Die MGM Synchronabteilung erstellte dafür eine deutsche Fassung. Das deutsche Dialogbuch schrieb Paul Mochmann, die Dialogregie führte Wilhelm Reinking. In neuer Synchronfassung war der Film unter dem neuen Titel Schrei der Gehetzten ab 18. Oktober 1957 zu sehen. Drehorte waren zumeist Originalschauplätze wie El Paso, Chihuahua und Mexiko-Stadt.
Bei einem geschätzten Budget von knapp über einer Million US-Dollar spielte der Film weltweit fast 1,9 Millionen Dollar ein.
In einer kleinen Nebenrolle als Militärattaché ist Mischa Auer zu sehen. Noah Beery jr., der Neffe des Hauptdarstellers, spielte zwar mit, doch wurden die Szenen mit ihm später aus dem Film geschnitten. Katherine DeMille war die Adoptivtochter des bekannten Regisseurs Cecil B. DeMille. Wallace Beery spielte den Pancho Villa schon 1917 in einem Serial mit dem Titel Patria.
Die Innendekorationen stammten von Edwin B. Willis. Für den Ton war Douglas Shearer verantwortlich.
Howard Hawks war der ursprüngliche Regisseur der MGM-Produktion. Nachdem Lee Tracy, der zuerst die Rolle des Johnny Sykes spielte, für einen Eklat bei einer Militärparade in Mexiko sorgte, als er angetrunken vom Balkon urinierte, und von Stuart Erwin ersetzt wurde, wurde auch Hawks gefeuert, da er sich nicht von Tracys Verhalten distanzierte. Seinen Platz auf dem Regiestuhl nahm Jack Conway ein, der wegen Krankheit für eine Woche von William A. Wellman vertreten wurde.
Der Vorfall hatte Einfluss auf die weiteren Dreharbeiten. Das Filmteam musste Mexiko verlassen und in und um Hollywood herum weiterdrehen. Die mexikanische Presse sprach sich in der Folgezeit gegen die Aufführung US-amerikanischer Filme im Land aus, besonders gegen Produktionen der MGM. Auch gegen den Film an sich wurde eine Pressekampagne gestartet. Mexikanische Zeitungen beschuldigten das Studio der Bestechung und der schlechten Behandlung der Mitarbeiter. Auch die Besetzung von Wallace Beery, der als Komödiant bekannt war, als mexikanischer Volksheld wurde bemängelt. Nach einem Treffen von Studiomanager Joseph Schenck mit dem Präsidenten Abelardo L. Rodríguez endete die Kampagne. Spätere Hintergrundaufnahmen durften wieder in Mexiko aufgenommen werden, wobei der Crew um Kameramann Clyde De Vinna der technische Berater Carlos Navarro zugeteilt wurde, der insgeheim für die mexikanische Zensurbehörde arbeitete.
Die Produktion wurde nach Hawks Demission von Besetzungswechseln aufgehalten. Bis auf Beery und Schildkraut wurden alle Schauspieler, die unter Hawks spielten, ausgetauscht. Mona Maris (Teresa) wurde von Fay Wray ersetzt, Irving Pichel (Sierra) von Leo Carrillo und Donald Reed (Don Felipe) von Donald Cook.

## Kritiken
Variety nannte die Produktion „groß und beeindruckend“. Für Mordaunt Hall von der New York Times war der Film ein „schnelles, wildes und zwingendes Märchen“.
Für das Lexikon des internationalen Films war der Film ein „packender, aber streckenweise brutaler Abenteuerfilm mit hervorragenden schauspielerischen Leistungen.“ Die Filmzeitschrift Cinema bezeichnete den Film als ein „exzellentes Porträt des mexikanischen Revolutionärs.“ Der Evangelische Film-Beobachter zog folgendes Fazit: „Leben und Sterben des mexikanischen Bauernführers Pancho Villa in einem spannenden, wegen seiner Wahrhaftigkeit trotz einiger Altersschwächen ab 16 empfehlenswerten Film.“

## Auszeichnungen
1935 gewann John S. Waters einen Oscar in der mittlerweile nicht mehr existierenden Kategorie Beste Regieassistenz. Zudem bekam der Film Nominierungen in den Kategorien Bester Film, Bestes Drehbuch und Douglas Shearer für den Besten Ton.
Bei den Internationalen Filmfestspielen von Venedig bekam Wallace Beery als Auszeichnung als bester Darsteller eine Goldmedaille verliehen. Der Coppa Volpi wurde erst im folgenden Jahr erstmals vergeben. Regisseur Conway wurde mit einer besonderen Erwähnung (Special Recommandation) geehrt. Als bester Film war die Produktion auch für die Coppa Mussolini nominiert.